# Seasons in the Abyss
Seasons in the Abyss é o quinto álbum de estúdio da banda norte-americana de thrash metal Slayer que foi lançado em 9 de outubro de 1990 pela Def American Recordings. As sessões de gravação começaram em março de 1990, no estúdio Hit City West, Hollywood Sound, encerrando em junho do mesmo ano no estúdio The Record Plant, em Los Angeles, Califórnia. Este foi o último álbum da banda a apresentar o baterista original, Dave Lombardo, que só retornaria dezesseis anos depois em Christ Illusion. O estilo musical de Seasons in the Abyss foi comparado pelos críticos aos dois álbuns anteriores da banda, South of Heaven (1988) e Reign in Blood (1986).
Após seu lançamento, Seasons in the Abyss recebeu uma recepção geralmente positiva, alcançando a quadragésima posição no Billboard 200 e, posteriormente, certificado como ouro nos Estados Unidos e no Canadá.

## Gravação e produção
As sessões de gravação do álbum ocorreram de março a junho de 1990 e foram realizadas em dois estúdios separados situados na cidade de Los Angeles: Hit City West, Hollywood Sound e The Record Plant. Seasons in the Abyss foi produzido por Rick Rubin, que também produziu os álbuns anteriores da banda, Reign in Blood e South of Heaven.
A faixa oito, "Temptation", apresentava uma superimposição vocal de Tom Araya; contudo, esse arranjo vocal não foi intencional. Araya cantou a canção duas vezes: da maneira como ele achava melhor e por insistência de Kerry King, a maneira como este achava que deveria ser cantado. Por acidente, ambas as gravações foram executadas simultaneamente, e o produtor sugeriu que ambas fossem usadas na versão final.

## Canções e letras
De acordo com Nathan Brackett, autor de The Rolling Stone Album Guide, o álbum Seasons in the Abyss continuou com o mesmo estilo musical exibido em seus primeiros quatro álbuns. As canções presentes no álbum têm riffs complexos de guitarra que seguem tanto nos ritmos "velocidade ofuscante" quanto nos veios de meio tempo. Brackett disse que os temas das canções fogem da "fantasia para os infernos aqui na Terra" e, em vez disso, era "música para conquistar nações."
O álbum combina vocais "sombrios" e guitarras "frenéticas". Blabbermouth considerou Seasons in the Abyss como "um dos clássicos de todos os tempos do gênero". "War Ensemble", "Dead Skin Mask" e "Seasons In The Abyss" foram definidas como o padrão do álbum e as canções, de acordo com o website, produziram um som que não poderia ser igualado por ninguém.

## Lista de faixas
| N.º | Título                 | Letras                   | Música         | Duração |  |
| 1.  | "War Ensemble"         | Tom Araya, Jeff Hanneman | Hanneman       | 4:54    |  |
| 2.  | "Blood Red"            | Araya                    | Hanneman       | 2:50    |  |
| 3.  | "Spirit in Black"      | Kerry King               | Hanneman       | 4:07    |  |
| 4.  | "Expendable Youth"     | Araya                    | King           | 4:10    |  |
| 5.  | "Dead Skin Mask"       | Araya                    | Hanneman       | 5:20    |  |
| 6.  | "Hallowed Point"       | Araya, Hanneman          | Hanneman, King | 3:24    |  |
| 7.  | "Skeletons of Society" | King                     | King           | 4:41    |  |
| 8.  | "Temptation"           | King                     | King           | 3:26    |  |
| 9.  | "Born of Fire"         | King                     | Hanneman, King | 3:07    |  |
| 10. | "Seasons in the Abyss" | Araya                    | Hanneman       | 6:36    |  |

## Créditos
Os créditos adaptados a partir de AllMusic Guide:
Slayer
- Tom Araya – vocal, contrabaixo
- Kerry King – guitarra
- Jeff Hanneman – guitarra
- Dave Lombardo – bateria

Produção
- Rick Rubin – produtor
- Andy Wallace – co-produtor, engenheiro de som, mixagem
- Larry Carroll – desenhos/capa e ilustrações
- Chris Rich – engenheiro assistente
- David Tobocman – engenheiro assistente
- Allen Abrahamson – engenheiro assistente
- Robert Fisher – design
- Howie Weinberg – masterização
- Sunny Bak – fotografia
- Marty Temme – fotografia

## Desempenho nas paradas e certificações
| Parada (1990)                         | Posição máxima |
| ------------------------------------- | -------------- |
| Austrália (ARIA)                      | 58             |
| Áustria (Ö3 Austria Top 40)           | 29             |
| Países Baixos (MegaCharts)            | 69             |
| Alemanha (GfK Entertainment Charts)   | 19             |
| Suécia (Sverigetopplistan)            | 47             |
| Reino Unido (Official Charts Company) | 51             |
| Estados Unidos (Billboard 200)        | 40             |

| Região                                                                                                  | Certificação | Vendas  |
| --- | ------------ | ------- |
| Canadá (Music Canada)                                                                                   | Ouro         | 50000^  |
| Estados Unidos (RIAA)                                                                                   | Ouro         | 500000^ |
| *números de vendas baseados somente na certificação ^números de vendas baseados somente na certificação |              |         |